# 2022年日本週末興行成績1位の映画の一覧
本項目は、2022年の日本全国での各週末（土・日）における興行成績1位の映画の一覧である。
観客動員数1位の映画の一覧であり、観客動員数1位と興行収入1位とが異なる映画の週は備考欄に記した。ただし、週末興行収入額が全作品で発表されているわけではないため、書き漏れている週末興行収入1位がある可能性もある。

## 一覧
| #  | 週末日付               | 日本週末観客動員数1位の映画                                           | 週末観客動員数 | 週末興行収入     | 備考 | 出典                  |
| -- | ---------------------- | --------------------------------------------------------------------- | -------------- | ---------------- | --- | --------------------- |
| 1  | 1月1日、2日            | 劇場版 呪術廻戦 0                                                     | 047万3000人    | 06億2000万0000円 | | [ 1 ]                 |
| 2  | 1月8日、9日            | スパイダーマン:ノー・ウェイ・ホーム                                   | 058万3916人    | 09億0503万6630円 | 7日は動員30万9003人、興収4億6182万9040円、8日は動員28万9763人、興収4億4967万8500円、9日は動員29万4153人、興収4億5535万8130円、10日は動員22万3018人、興収3億2481万6270円。 7日(初日)から10日までの4日間の成績は、動員111万5937人、興収16億9168万1940円。 | [ 4 ] [ 5 ]           |
| 3  | 1月15日、16日          | コンフィデンスマンJP 英雄編                                           | 033万1000人    | 04億7100万0000円 | 14日(初日)から3日間の成績は、動員41万7000人、興収5億9000万円。 | [ 6 ] [ 7 ]           |
| 4  | 1月22日、23日          | 劇場版 呪術廻戦 0                                                     | 028万8000人    | 04億0900万0000円 | | [ 8 ] [ 9 ]           |
| 5  | 1月29日、30日          | 劇場版 呪術廻戦 0                                                     | 016万9000人    | 02億3900万0000円 | | [ 10 ] [ 11 ]         |
| 6  | 2月5日、6日            | 劇場版 呪術廻戦 0                                                     | 026万3000人    | 04億1900万0000円 | | [ 12 ] [ 13 ]         |
| 7  | 2月12日、13日          | 劇場版 呪術廻戦 0                                                     | 015万9000人    | 02億2600万0000円 | | [ 14 ] [ 15 ]         |
| 8  | 2月19日、20日          | 劇場版 呪術廻戦 0                                                     | 021万3000人    | 03億3600万0000円 | | [ 16 ] [ 17 ]         |
| 9  | 2月26日、27日          | 劇場版 呪術廻戦 0                                                     | 012万1000人    | 01億8400万0000円 | | [ 18 ] [ 19 ]         |
| 10 | 3月5日、6日            | 映画ドラえもん のび太の宇宙小戦争 2021                                | 032万2000人    | 03億9400万0000円 | | [ 20 ] [ 21 ]         |
| 11 | 3月12日、13日          | 映画ドラえもん のび太の宇宙小戦争 2021                                | 022万9000人    | 02億8100万0000円 | | [ 22 ] [ 23 ]         |
| 12 | 3月19日、20日          | SING/シング: ネクストステージ                                         | 033万9859人    | 04億4342万1980円 | 18日(初日)から21日までの4日間の成績は、動員61万8287人、興収7億8993万7630円。 | [ 25 ] [ 26 ]         |
| 13 | 3月26日、27日          | SING/シング: ネクストステージ                                         | 023万8000人    | 03億1400万0000円 | | [ 27 ] [ 28 ]         |
| 14 | 4月2日、3日            | SING/シング: ネクストステージ                                         | 019万2000人    | 02億5300万0000円 | | [ 29 ] [ 30 ]         |
| 15 | 4月9日、10日           | ファンタスティック・ビーストとダンブルドアの秘密                      | 050万3955人    | 07億8557万6530円 | 8日(初日)から3日間の成績は、動員68万5197人、興収10億5573万3460円。 | [ 32 ] [ 33 ]         |
| 16 | 4月16日、17日          | 名探偵コナン ハロウィンの花嫁                                         | 096万6367人    | 13億8379万8200円 | 15日は動員35万5577人、興収5億2366万8950円、16日は動員50万2578人、興収7億2622万800円、17日は動員46万3789人、興収6億5757万7400円。 15日(初日)から3日間の成績は、動員132万1944人、興収19億746万7150円。                                                    | [ 35 ] [ 36 ]         |
| 17 | 4月23日、24日          | 名探偵コナン ハロウィンの花嫁                                         | 062万4000人    | 08億9400万0000円 | | [ 37 ] [ 38 ]         |
| 18 | 4月30日、5月1日        | 名探偵コナン ハロウィンの花嫁                                         | 058万0000人    | 07億3500万0000円 | | [ 39 ]                |
| 19 | 5月7日、8日            | 名探偵コナン ハロウィンの花嫁                                         | 027万9000人    | 03億9700万0000円 | | [ 40 ] [ 41 ]         |
| 20 | 5月14日、15日          | シン・ウルトラマン                                                    | 045万0500人    | 07億0330万7650円 | 13日は動員19万1302人、興収2億9010万2400円、14日は動員25万5554人、興収3億9843万2500円、15日は動員19万4946人、興収3億487万5150円。 13日(初日)から3日間の成績は、動員64万1802人、興収9億9341万50円。                                                       | [ 43 ] [ 44 ]         |
| 21 | 5月21日、22日          | シン・ウルトラマン                                                    | 031万2000人    | 04億8600万0000円 | | [ 45 ] [ 46 ]         |
| 22 | 5月28日、29日          | トップガン マーヴェリック                                             | 052万4843人    | 08億2471万1300円 | 27日(初日)から3日間の成績は、動員74万7192人、興収11億5756万4620円。 | [ 49 ] [ 50 ]         |
| 23 | 6月4日、5日            | トップガン マーヴェリック                                             | 047万1261人    | 07億5741万0130円 | | [ 51 ] [ 52 ] [ 53 ]  |
| 24 | 6月11日、12日          | ドラゴンボール超 スーパーヒーロー                                     | 049万7526人    | 06億6989万0220円 | | [ 54 ] [ 55 ] [ 56 ]  |
| 25 | 6月18日、19日          | トップガン マーヴェリック                                             | 035万3900人    | 05億9432万9820円 | | [ 57 ] [ 58 ] [ 59 ]  |
| 26 | 6月25日、26日          | トップガン マーヴェリック                                             | 029万6309人    | 05億0530万5890円 | | [ 60 ] [ 61 ] [ 62 ]  |
| 27 | 7月2日、3日            | トップガン マーヴェリック                                             | 023万5667人    | 03億9104万2320円 | | [ 63 ] [ 64 ] [ 65 ]  |
| 28 | 7月9日、10日           | ソー:ラブ&サンダー                                                    | 023万6502人    | 03億8824万0000円 | 8日(初日)から3日間の成績は、動員35万8912人、興収5億8601万円。 | [ 66 ] [ 67 ] [ 68 ]  |
| 29 | 7月16日、17日          | キングダム2 遥かなる大地へ                                            | 052万7000人    | 07億9700万0000円 | 15日(初日)から18日までの4日間の成績は、動員93万4000人、興収13億7900万円。 | [ 69 ] [ 70 ]         |
| 30 | 7月23日、24日          | キングダム2 遥かなる大地へ                                            | 027万3000人    | 04億1500万0000円 | | [ 71 ] [ 72 ]         |
| 31 | 7月30日、31日          | ジュラシック・ワールド/新たなる支配者                                 | 060万3015人    | 09億3901万6000円 | 29日(初日)から3日間の成績は、動員84万687人、興収12億9512万3510円。 | [ 73 ] [ 74 ] [ 75 ]  |
| 32 | 8月6日、7日            | ONE PIECE FILM RED                                                    | 157万9552人    | 22億5423万7030円 | 6日は動員86万9407人、興収12億3209万5230円、7日は動員71万145人、興収10億2214万1800円。 この成績は「ONE PIECE FILM Z」のオープニング記録(動員114万81人、興収13億7205万4050円)を上回り、東映配給作品の歴代オープニング最高記録となった。                   | [ 78 ] [ 79 ]         |
| 33 | 8月13日、14日          | ONE PIECE FILM RED                                                    | 103万0000人    | 14億9700万0000円 | | [ 80 ] [ 81 ]         |
| 34 | 8月20日、21日          | ONE PIECE FILM RED                                                    | 055万9000人    | 08億1800万0000円 | | [ 82 ] [ 83 ]         |
| 35 | 8月27日、28日          | ONE PIECE FILM RED                                                    | 083万2000人    | 12億0900万0000円 | | [ 84 ] [ 85 ]         |
| 36 | 9月3日、4日            | ONE PIECE FILM RED                                                    | 049万8000人    | 06億9700万0000円 | | [ 86 ] [ 87 ]         |
| 37 | 9月10日、11日          | ONE PIECE FILM RED                                                    | 035万5000人    | 04億9400万0000円 | | [ 88 ] [ 89 ]         |
| 38 | 9月17日、18日          | ONE PIECE FILM RED                                                    | 041万2000人    | 05億8100万0000円 | | [ 90 ] [ 91 ]         |
| 39 | 9月24日、25日          | ONE PIECE FILM RED                                                    | 025万9000人    | 03億5800万0000円 | | [ 92 ] [ 93 ]         |
| 40 | 10月1日、2日           | ONE PIECE FILM RED                                                    | 027万3000人    | 03億4200万0000円 | | [ 94 ] [ 95 ]         |
| 41 | 10月8日、9日           | ONE PIECE FILM RED                                                    | 016万7000人    | 02億3000万0000円 | | [ 96 ] [ 97 ]         |
| 42 | 10月15日、16日         | ONE PIECE FILM RED                                                    | 016万8064人    | 02億3314万1120円 | | [ 98 ] [ 99 ] [ 100 ] |
| 43 | 10月22日、23日         | 劇場版 ソードアート・オンライン -プログレッシブ- 冥き夕闇のスケルツォ | 019万9000人    | 03億2300万0000円 | 21日(IMAX版独占先行公開初日)から3日間の成績は、動員20万9000人、興収3億4400万円となっている。 | [ 101 ] [ 102 ]       |
| 44 | 10月29日、30日         | ONE PIECE FILM RED                                                    | 022万4000人    | 03億0400万0000円 | | [ 103 ] [ 104 ]       |
| 45 | 11月5日、6日           | ONE PIECE FILM RED                                                    | 09万0000人     | 01億2300万0000円 | | [ 105 ] [ 106 ]       |
| 46 | 11月12日、13日         | すずめの戸締まり                                                      | 098万2631人    | 13億8594万7720円 | 11日は動員33万9417人、興収4億7883万4600円、12日は動員46万7788人、興収6億6559万9800円、13日は動員51万4843人、興収7億2034万7920円。 11日(初日)から3日間の成績は、動員133万1081人、興収18億8421万5620円。                                                  | [ 109 ] [ 110 ]       |
| 47 | 11月19日、20日         | すずめの戸締まり                                                      | 082万9000人    | 11億4700万0000円 | | [ 111 ] [ 112 ]       |
| 48 | 11月26日、27日         | すずめの戸締まり                                                      | 061万2000人    | 08億4300万0000円 | | [ 113 ] [ 114 ]       |
| 49 | 12月3日、4日           | THE FIRST SLAM DUNK                                                   | 084万7000人    | 12億9600万0000円 | | [ 115 ] [ 116 ]       |
| 50 | 12月10日、11日         | THE FIRST SLAM DUNK                                                   | 054万4000人    | 08億2500万0000円 | | [ 117 ] [ 118 ]       |
| 51 | 12月17日、18日         | THE FIRST SLAM DUNK                                                   | 036万5000人    | 05億4700万0000円 | | [ 119 ] [ 120 ]       |
| 52 | 12月24日、25日         | THE FIRST SLAM DUNK                                                   | 030万2000人    | 04億6200万0000円 | | [ 121 ] [ 122 ]       |
| 53 | 12月31日、2023年1月1日 | THE FIRST SLAM DUNK                                                   | 027万6000人    | 03億6200万0000円 | | [ 123 ]               |

## 特別料金等
上記の表（備考含む）の作品のうち、以下に挙げる作品は特別料金を含む上映も行われた。特別料金も興行収入の金額に含まれる。
- IMAX
  - 劇場版 呪術廻戦 0
  - スパイダーマン:ノー・ウェイ・ホーム
  - ファンタスティック・ビーストとダンブルドアの秘密
  - 名探偵コナン ハロウィンの花嫁
  - シン・ウルトラマン
  - トップガン マーヴェリック
  - ドラゴンボール超 スーパーヒーロー
  - ソー:ラブ&サンダー
  - キングダム2 遥かなる大地へ
  - ジュラシック・ワールド/新たなる支配者
  - ONE PIECE FILM RED
  - 劇場版 ソードアート・オンライン -プログレッシブ- 冥き夕闇のスケルツォ
  - すずめの戸締まり
  - THE FIRST SLAM DUNK

- ドルビーシネマ
  - スパイダーマン:ノー・ウェイ・ホーム
  - 劇場版 呪術廻戦 0（2月5日以降）
  - ファンタスティック・ビーストとダンブルドアの秘密
  - 名探偵コナン ハロウィンの花嫁
  - トップガン マーヴェリック
  - シン・ウルトラマン (6月10日以降)
  - ドラゴンボール超 スーパーヒーロー (7月1日以降)
  - ソー:ラブ&サンダー
  - キングダム2 遥かなる大地へ
  - ジュラシック・ワールド/新たなる支配者
  - ONE PIECE FILM RED (8月13日以降)
  - 劇場版 ソードアート・オンライン -プログレッシブ- 冥き夕闇のスケルツォ (11月3日以降)
  - THE FIRST SLAM DUNK（12月10日以降）

- ScreenX
  - スパイダーマン:ノー・ウェイ・ホーム
  - トップガン マーヴェリック
  - ソー:ラブ&サンダー

- 3D映画
  - ソー:ラブ&サンダー
  - ジュラシック・ワールド/新たなる支配者

- 4D映画（4DX/MX4D方式）
  - スパイダーマン:ノー・ウェイ・ホーム
  - 劇場版 呪術廻戦 0（2月5日以降）
  - ファンタスティック・ビーストとダンブルドアの秘密
  - 名探偵コナン ハロウィンの花嫁
  - トップガン マーヴェリック
  - シン・ウルトラマン (6月10日以降)
  - ドラゴンボール超 スーパーヒーロー (6月25日以降)
  - ソー:ラブ&サンダー
  - キングダム2 遥かなる大地へ
  - ジュラシック・ワールド/新たなる支配者
  - ONE PIECE FILM RED
  - 劇場版 ソードアート・オンライン -プログレッシブ- 冥き夕闇のスケルツォ (11月3日以降)

以下の映画は、映倫によるレイティングの対象となり、年齢による入場制限が行われた。
- R18+ (18歳未満の鑑賞を禁止)

- R15+ (15歳未満の鑑賞を禁止)

- PG12 (小学生には成人保護者の助言・指導が必要)

## 年間興行収入
| 順位 | 作品名                        | 配給     | 興業収入  |
| ---- | ----------------------------- | -------- | --------- |
| 1    | ONE PIECE FILM RED            | 東映     | 197.0億円 |
| 2    | 劇場版 呪術廻戦 0             | 東宝     | 138.0億円 |
| 3    | すずめの戸締まり              | 東宝     | 131.5億円 |
| 4    | 名探偵コナン ハロウィンの花嫁 | 東宝     | 97.8億円  |
| 5    | キングダム2 遥かなる大地へ    | 東宝 SPE | 51.6億円  |
| 6    | シン・ウルトラマン            | 東宝     | 44.4億円  |
| 7    | 99.9-刑事専門弁護士-THE MOVIE | 松竹     | 30.1億円  |
| 8    | 余命10年                      | WB       | 30.0億円  |
| 8    | 沈黙のパレード                | 東宝     | 30.0億円  |
| 10   | コンフィデンスマンJP 英雄編   | 東宝     | 28.9億円  |

| 順位 | 作品名                                              | 配給             | 興業収入  |
| ---- | --------------------------------------------------- | ---------------- | --------- |
| 1    | トップガン マーヴェリック                           | 東和ピクチャーズ | 135.7億円 |
| 2    | ジュラシック・ワールド/新たなる支配者               | 東宝東和         | 63.2億円  |
| 3    | ファンタスティック・ビーストとダンブルドアの秘密    | WB               | 46.0億円  |
| 4    | ミニオンズ フィーバー                               | 東宝東和         | 44.4億円  |
| 5    | スパイダーマン:ノー・ウェイ・ホーム                 | SPE              | 42.5億円  |
| 6    | SING/シング: ネクストステージ                       | 東宝東和         | 33.1億円  |
| 7    | ドクター・ストレンジ/マルチバース・オブ・マッドネス | WDS              | 21.6億円  |
| 8    | ヴェノム:レット・ゼア・ビー・カーネイジ             | SPE              | 19.1億円  |
| 9    | マトリックス レザレクションズ                       | WB               | 14.0億円  |
| 10   | ソー:ラブ&サンダー                                  | WDS              | 13.5億円  |
| 10   | ブレット・トレイン                                  | SPE              | 13.5億円  |

出典:2022年興行収入10億円以上番組 (PDF)  - 日本映画製作者連盟